# Avenida Engenheiro Roberto Freire

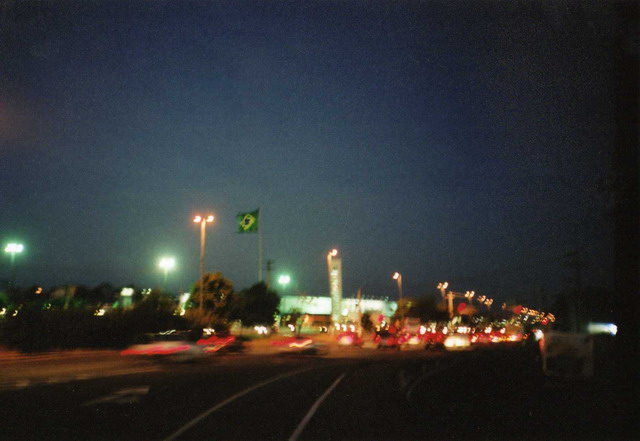
Av. Roberto Freire.

A Avenida Engenheiro Roberto Freire, ou simplesmente, Avenida Roberto Freire, é uma importante via localizada em Natal, capital do estado do Rio Grande do Norte, Começa em Capim Macio e termina na Vila de Ponta Negra. É uma das principais avenidas da capital potiguar. Nela se concentram vários estabelecimentos comerciais, como o Shopping Cidade Jardim, Praia Shopping, Supermercado Favorito, Hipermercado Extra, Supermercado Nordestão, e instituições de ensino superior, como a FATERN (Faculdade de Excelência do Rio Grande do Norte), a Faculdade Maurício de Nassau e UNP (Universidade Potiguar). Concentra-se a maior parte dos hotéis da cidade nesta importante avenida, como também, bares e restaurantes.